# Aristolochia esperanzae
Aristolochia esperanzae Kuntze – gatunek rośliny z rodziny kokornakowatych (Aristolochiaceae Juss.). Występuje naturalnie w Boliwii, Paragwaju, północnej części Argentyny i Brazylii (w Dystrykcie Federalnym oraz w stanach Goiás, Mato Grosso do Sul, Mato Grosso, Minas Gerais i São Paulo)

## Morfologia
PokrójBylina płożąca i bulwiasta.
LiścieMają okrągławy kształt. Mają 5–11,5 cm długości oraz 4,5–14 cm szerokości. Z tępym wierzchołkiem. Ogonek liściowy jest nagi i ma długość 1–7 cm.
KwiatyPOjedyncze. Wydzielają nieprzyjemny zapach.
OwoceTorebki o jajowatym kształcie. Mają 3,5–6,5 cm długości i 2,5 cm szerokości. Pękają u podstawy.